# 吳明捷
吳明捷（1911年—1983年），臺灣苗栗客家人，綽號為「麒麟子」、「怪腕」，為嘉義農林棒球隊的第一代球員。

左為游擊手陳耕元（臺灣原住民），中為投手吳明捷（客家人），右為捕手藍德和（原住民）

## 生平
1926年，畢業於苗栗公學校。
1931年7月19日，夏季甲子園台灣代表預選，便以王牌投手兼第四棒的身分完投四場，皆拿下勝利，也幫助嘉農獲得初優勝，得以晉級第二輪，其中在圓山棒球場對抗臺中一中時更投出了「完全比賽」。（此也為臺灣的第一場「完全比賽」）
由於精湛的投球技術，讓創下記錄的他贏得「麒麟子」的封號。
1931年8月15日，甲子園初戰（2回戰）對神奈川商工投出了1安打的完封勝，成為歷屆臺灣代表校第2位在甲子園投出完封勝的投手。並以4完投（含1完封）、打擊率0.412的優異表現獲得該屆甲子園大會的最有價值球員，幫助臺灣獲得在甲子園的最佳成績。
當時甲子園並無規定選手年齡上限，直到1942年後才限制選手年齡不可在19歲以上。
從嘉農畢業後，旋即被日本早稻田大學網羅，進入早稻田大學就讀，1936年在「六大學秋季賽」期間，以3成33的打擊率成為打擊王，且締造出7支全壘打的新紀錄。更在「早稲田大学野球部創部110周年記念特別号」中被評為是戰前早稻田大學的最強打者。
1938年大學畢業後，被臺灣拓殖株式會社網羅任職，並成為該公司的棒球隊隊長，退休後留在日本經商，並淡出棒球界。
1983年，病逝日本，享壽72歲。

## 家族

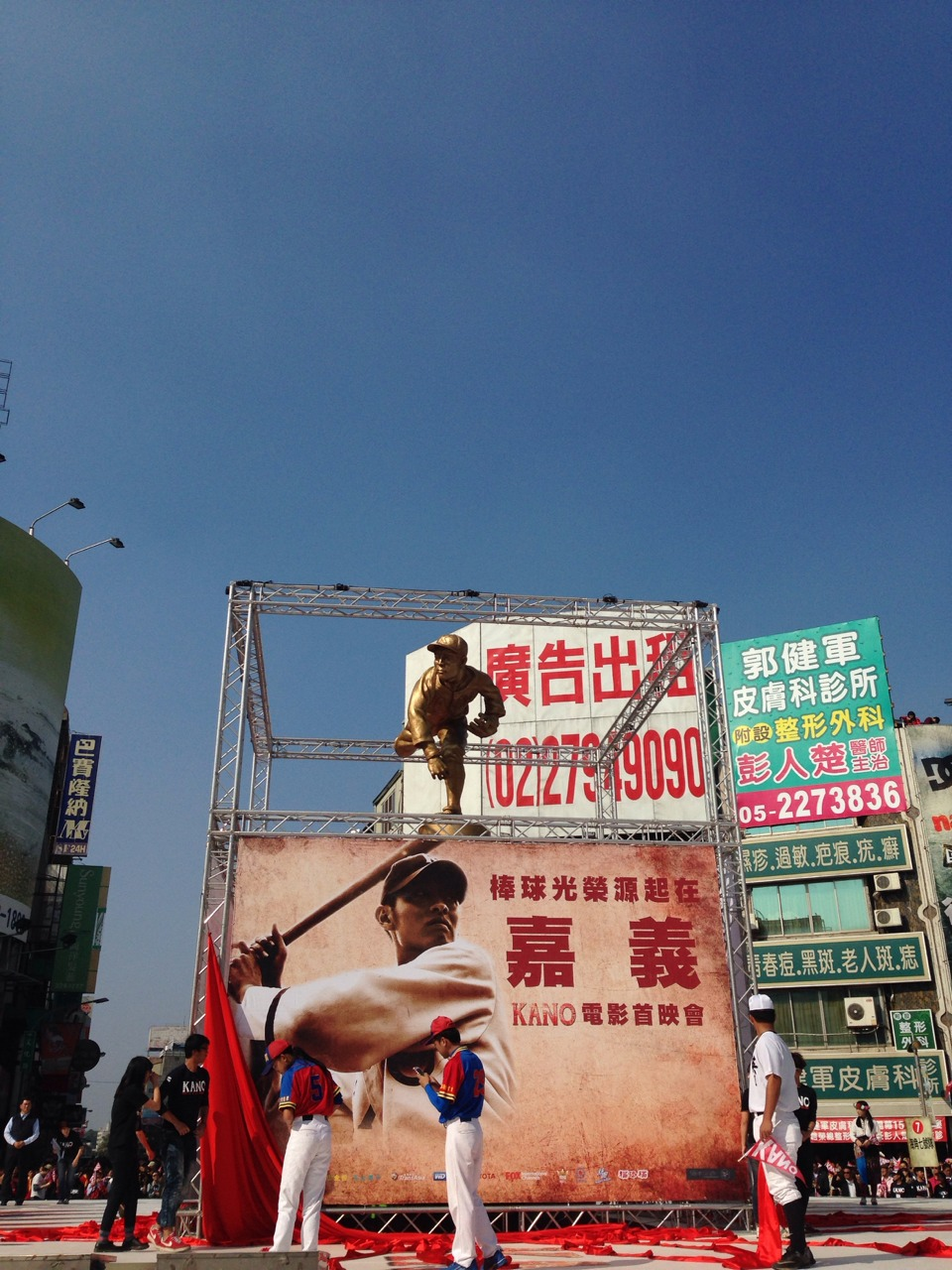
2014年2月22日，吳明捷銅像的揭幕儀式。

- 長子：吳盛廣（高橋盛廣）
- 次子：吳盛邦（堀川盛邦）[3]
- 孫子：高橋晃太[4][5]

## 紀念
- 嘉義市政府文化局表示，電影《KANO》於2014年2月22日在嘉義首映，當天除了封街遊行外，並在中央七彩噴水池為吳明捷的雕像舉行揭幕儀式。雕像作品名稱為「一隻展開翅膀的老鷹－KANO1931」，源於吳明捷獨一無二的高壓式投法，就像老鷹張開翅膀一樣。[6][7]
- 2014年電影《KANO》： 曹佑寧 飾演 吳明捷
- 2020年1月16日，入選第七屆台灣棒球名人堂競技類。

## 外部連結
- 吳明捷在台灣棒球維基館上的頁面（繁體中文）